# Issufo Baldé
Issufo Baldé (Sonaco, 20 de janeiro de 1956) é um engenheiro e político da Guiné-Bissau. É membro do Partido Africano para a Independência da Guiné e Cabo Verde.

## Biografia
Fez formação superior em engenharia electrónica na Bulgária.
Baldé é membro do comité central e membro da comissão permanente do Partido Africano para a Independência da Guiné e Cabo Verde (PAIGC) para o Sector Autónomo de Bissau.
Foi diretor-geral da empresa pública Eletricidade e Águas da Guiné-Bissau, de 2015 a 2016. Foi ministro da Energia e Recursos Naturais, em 2019, no governo de Aristides Gomes.